# استديوهات والت ديزني للرسوم المتحركة (كاليفورنيا)
يقع مقر استديوهات والت ديزني للرسوم المتحركة في بربانك، كاليفورنيا (المعروف سابقا باسم والت ديزني للرسوم المتحركة، ووالت ديزني للإنتاج، واستديو الاخوة ديزني للرسوم المتحركة)، وهو استوديو للرسوم المتحركة الأمريكية يصنع أفلام الرسوم المتحركة الروائية، الأفلام القصيرة، والبرامج التلفزيونية الخاصة بشركة والت ديزني. انشئ في 16 أكتوبر من عام 1923، وهو وحدة لاستديوهات والت ديزني. وقد أنتج الاستوديو 53 فيلما روائيا، بدءً بسنو وايت والأقزام السبعة (فيلم 1937)، إلى آخر إصداراته ملكة الثلج (فيلم 2013).
في بداية تأسيس الشركة كانت تعرف باسم استيديسيمفونيهوهات الإخوة ديزني للرسوم المتحركة، فبما بعد تم دمجها عام 1929 لتصبح والت ديزني للإنتاج. وكان الاستديو مختص بإنتاج الأفلام القصيرة، حتى تم اتساع الشركة لتقوم بإنتاج الرسوم المتحركة في عام 1934. وفي عام 1983 اسمت شركة والت ديزني للإنتاج استديو افلامها الحية إلى رسوم والت ديزني، واستديو الرسوم المتحركة إلى والت ديزني للرسوم المتحركة. وخلال إعادة هيكلة شركة والت ديزني في عام 1986، بدأ الاستوديو رسميا بالعمل تحت اسم والت ديزني للرسوم المتحركة. واستغرق تسميتها باسمها الحالي حتى 2006، عندما كانت مطوية تحت استديوهات والت ديزني إلى جانب استديوهات بيكسار للرسوم المتحركة، والتي تم شراؤها من قبل شركة ديزني في العام نفسه.
ولكثره تواجده في الساحة، عُرف الاستديو بأول استديو أمريكي للرسوم المتحركة. وقد طور العديد من التقنيات التي أصبحت معيار للممارسات للرسوم المتحركة التقليدية، مثل الكاميرا متعددة الوظائف. كان والإستيديو ايضاً رائداً في فن الستوري بورد أو لوحة القصة، والتي تعتبر الآن تقنيه معيارية تستخدم في كل من الرسوم المتحركة والحركة الحية في صناعة الأفلام. وكان كاتلوج الاستديو للرسوم المتحركة يتضمن أبرز نجوم الأفلام السينمائية القصيرة وشخصيات ديزني مثل ميكي ماوس ودونالد دك وغوفي وبلوتو، وقد أصبحت هذه الشخصيات مميزه في الثقافة الشعبية. وجالبه للحظ لشركة والت ديزني بأسرها.
و في الوقت الحالي يدير استديوهات والت ديزني للرسوم المتحركة رؤساء شركه بيكسار إدوين كاتمول وجون لاستر، ويواصلون إنتاج الرسوم المتحركة باستخدام كل من رسومات اليد والكمبيوتر المنشئ لتقنيات التصوير. انتاجهم الرابع والخمسون، وهو بيق هيرو 6 , حاليا في مرحلة ما بعد الإنتاج وسيتم اصداره في7 نوفمبر 2014.

## تاريخها

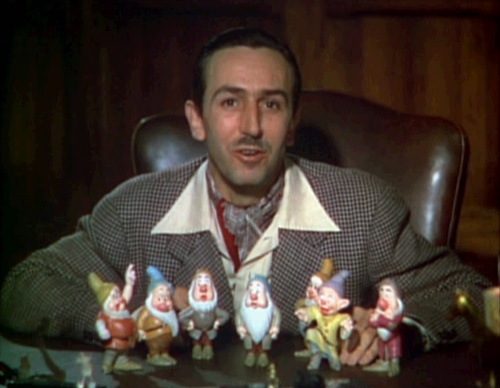
والت ديزني يقدم كل واحد من الأقزام السبعة في مشهد من العرض المسرحي الأصلي سنو وايت لعام 1937.

في العشرينات: تأسيس الشركة وسنواتها الأولى
كانساس سيتي في ولاية ميسوري هي أصل والت ديزني وروي أو. أسس ديزني استوديو الأخوة ديزني للرسوم المتحركة في لوس انجلوس في عام 1923، وأنتج سلسلة من افلام «كوميديا أليس» القصيرة الصامتة حيث يضم ممثله طفله في عالم الرسوم المتحركة. وقد وزعت كوميديا أليس من قبل مارغريت جي وينكلر. وينكلر للرسوم والتي في وقت لاحق أيضا قامت بتوزيع السلسلة الثانية لأفلام ديزني القصيرة وجميع رسوم أوزوالد الأرنب المحظوظ، من خلال يونيفرسال بيكتشرز ابتداء من عام 1927. تم تعيين استوديو ديزني في المكاتب وواجهة شارع كينقسويل في وسط مدينة لوس انجلووس حتى أوائل عام 1926، عندما انتقلت إلى مبنى جديد، استوديو هايبريون، الذي بني الكثير للشركة في 1927 وسمي هايبريون شارع على اسم استديوهات والت ديزني..[10]
بعد نجاح اوزوالد في سنته الأولى، حاول والت ديزني تجديد عقده مع وينكلر للرسوم، ولكن تشارلز مينتز، الذي تولى الأعمال مارغريت وينكلر بعد الزواج منها، أراد أن يجبر ديزني على دفعه مقدمه اقل لكل فيلم قصير لأوزوالد، رفض ديزني، وبما ان شركه يونيفرسال تمتلك حقوق أوزوالد بدلا من ديزني، انشأ مينتز استديو الخاص به لإنتاج الرسوم المتحركة أوزوالد. وظف مينتز معظم موظفي شركه ديزني لكي يُنقلوا بمجرد ان تم عقد أوزوالد في منتصف عام 1928.
كانوا يعملون في الخفاء في حين أنهى بقية الموظفين ما تبقى من اوزوالد، قاد ديزني واخصائي الرسوم المتحركة يو بي إيوركس مجموعة صغيرة من العاملين المخلصين في صناعة شخصيه كرتونيه بطوليه جديدة يسمى ميكي ماوس. كان أول فيلمين لميكي ماوس، مجنون الطائرة والقائد السريع غاوتشو، أدلوا بانطباعات قليله عند ظهورهم في تعاقدات محدودة خلال صيف عام 1928. اما بالنسبة لفيلم ميكي الثالث أنتجت ديزني موسيقى تصويرية بالتعاون مع الموسيقار كارل ستالينغ ورجل الأعمال بات باورز، الذين قدموا لديزني تسجيل صوتي «سيمفونية» لإنشاء فيلم بصوت. فيما بعد أصبح ستيمبوت ويلي، ثالث افلام ميكي ماوس، أول الرسوم المتحركة مع صوت متزامن من إنتاج شركة ديزني، وحقق نجاحا كبيرا في نوفمبر 1928 لأول مرة في مسرح الغربية 57 في مدينة نيويورك. قام باورز بتوزيع سلسله رسوم ميكي ماوس الصوتية من خلال شركه إنتاج المشاهير، وسرعان ما أصبحت الأكثر شعبية في الولايات المتحدة. وكان ثاني سلسله لرسوم ديزني المتحركة الصوتية هو سيلي سيمفوني، ظهر لأول مره عام 1929 مع رقصه الهيكل العظمي. وكانت كل حلقه من سيلي سيمفوني تتمحور حول الموسيقى أو موضوع معين.
في الثلاثينات: سيلي سيمفوني وسنووايت والاقزام السبعة
وفي عام 1930، أدت النزاعات على الموارد المالية لاستديو ديزني بين ديزني وباورز، الذي دمجت في 16 ديسمبر 1929 لتصبح والت ديزني للإنتاج، وتم توقيع عقد توزيع جديد مع كولومبيا بيكتشرز. في المقابل وقع باورز بتنازل ليو بي ايوركس، الذي بدوره بدأ بإنتاج افلام الكرتون في استديوه الخاص.
وزعت كولومبيا افلام ديزني القصيرة لمدة سنتين قبل دخول استوديو ديزني صفقة توزيع جديدة مع الفنانين المتحدة في عام 1932، وفي العام نفسه، وقعت ديزني صفقة حصرية لمدة عامين مع تقنيه الألوان للاستفادة من إنتاج فيلم ملون. كانت النتيجة أول فيلم رسوم متحركة بالألوان الكاملة «سيلي سيمفوني فلاورز اند تريز». حقق «فلاورز اند تريز» نجاحا كبيرا، وفيما بعد تم إنتاج كل سلسله «سيلي سيمفوني» بتقنيه الالوان في عام 1933 أصبح «سيلي سيمفوني» - «الخنازير الثلاثة الصغيرة» نجاح في شباك التذاكر الرئيسية وفي الثقافة الشعبية، مع أغنية موضوعها «من يخاف من الذئب الكبير السيئ» أصبحت رائجة وذات شعبيه.
وفي عام 1934، جمعت والت ديزني العديد من الموظفين وأعلنت عن خطط لتنفيذ أول فيلم للرسوم المتحركة. على الرغم من سخرية معظم صانعي الافلام، الذين أطلقوا على الإنتاج «حماقة ديزني»، شرع ديزني بحماس في إنتاج سنووايت والأقزام السبعة، التي أصبح أول فيلم للرسوم المتحركة في اللغة الإنجليزية وبتقنيه ملونه. استهلك قدرا كبيرا من التدريب والتطوير في مجال إنتاج سنووايت والأقزام السبعة، وتوسع الأستديو بشكل كبير لبدأ الرسامين والفنانين من مجالات أخرى، وخريجي الجامعات للانضمام إلى الاستوديو والعمل على الفيلم. ويشرف على الدورات التدريبية رئيس الرسامين مثل ليس كلارك، ونورم فيرغسون، وارت بابيت وتُدرس من قبل دونالد جورج غراهام، وهو مدرس فني من معهد فن شوينار القريب، وكانت الدورات قد بدأت في الاستوديو في عام 1932 وكانت تتوسع بشكل كبير في دورات تدريبيه في التوجيه وفصول التعليم المستمر.[11]
وفي سياق تدريس الفصول، انشأ غراهام والرسامين العديد من التقنيات والعمليات التي أصبحت من مبادئ ومعايير الرسوم التقليدية. [11] سلسله سيلي سيمفوني مثل آلهه الربيع (1934) والطاحونة القديمة (1937) كانت بمثابة التجربة لتقنيات جديدة مثل الرسوم المتحركة من شخصيات البشر واقعية، والمؤثرات الخاصة والرسوم المتحركة، واستخدام الكاميرا متعددة الوظائف، واختراع للرسوم المتحركة الذي قسم العمل الفني إلى عدة طبقات، مما يتيح للكاميرا لتُظهر ولتنقُل الأبعاد من خلال مشهد رسوم متحركة. كلف سنووايت والأقزام السبعة ديزني مبلغ مكلفاَ آنذاك 1.4 مليون دولار لاستكماله، وكان نجاحا غير مسبوق عندما صدر في فبراير عام 1938 من قبل آر كي أو راديو للرسوم، الذي كان من المفترض ان يتم توزيعه ديزني للإنتاج من شركه الفنانين المتحدة في عام 1937. كان سنووايت والأقزام السبعة لفترة وجيزة أعلى ايرادات فيلم على الإطلاق في كل العصور قبل ذهاب هذا النجاح مع الريح بعد ذلك بعامين.
وكان العمل مستمر على سلسله الأفلام القصيرة ميكي ماوس وسيلي سيمفوني خلال فتره إنتاج سنووايت والاقزام السبعة. تحول ميكي ماوس إلى تقنيه ملونه في عام 1935، وهو الوقت الذي أضافت العديد من الشخصيات الرئيسية للسلسلة، من بينها كلب ميكي بلوتو وأصدقائهم دونالد دك وجوفي. دونالد وجوفي وبلوتو سيكون لهم ظهور في سلسله خاصة بهم في عام 1940، وخسف الرسوم المتحركة البطة دونالد سلسلة ميكي ماوس في شعبيته. انتهت سيلي سيمفوني في عام 1939 والتي حصلت على سبعة جوائز الاوسكار، وحلت محلها سلسلة أصدرت بشكل غير منتظم عروض والت ديزني القصيرة.
في الاربعينات: شخصيات جديده واضراب والحرب العالمية الثانية
سمح نجاح سنووايت لديزني في بناء استديو كبير في شارع بوينا فيستا في بربانك. حيث لا يزال المقر الرئيسي لشركة والت ديزني إلى يومنا الحالي. قامت والت ديزني للإنتاج بالطرح العام الأولي في عام 1940، مع والت ديزني كرئيس ورئيس مجلس وروي ديزني في منصب الرئيس التنفيذي.
أطلق الاستوديو في إنتاج الرسوم المتحركة شخصيات كرتونيه جديدة، أولها بينوكيو، الذي صدر في فبراير1940. لم يلاقي بينوكيو نجاحا شباك التذاكر في البداية. عاد شباك التذاكر من عرض الفيلم الأولي حيث حقق كلاهما نجاح بعد سنووايت غير مسبق ودون توقعات الاستوديو.. $2,289 مليون كانت مقدار خسارة التكلفة، ضعف تكلفة سنووايت . استردت ديزني مليون دولار فقط في أواخر عام 1940، مع تقارير الاستوديو النهائية لشباك التذاكر الأصلية للفيلم تراوحت بين $1,4 مليون و$1,9 مليون. مع ذلك حقق بينوكيو نجاح حاسم حيث نال جائزة الأوسكار لأفضل أغنية وأفضل موسيقي تصويرية، مما يجعله الفيلم الأول للاستوديو الحائز على جائزة أوسكار، ليست واحده وانما اثنتان.
Fantasia أُنتج فيلم تجريبي لترتيبات الاوركسترا المصاحبة التي أجراها ليوبولد ستوكوسكى، أصدرته ديزني في نوفمبر تشرين الثاني عام 1940 (دون مساعدة من RKO، الذي رفض توزيع الفيلم) في سلسلة من التعاقدات محدودة الحملة الترويجية. كلف الفيلم 2000000 $ لإنتاجه بينما بلغ متوسط إيصالات الجمع بين كل من الحملة الترويجية في جميع أنحاء 325000 $، مما جعل فانتازيا يلاقي خسارة أكبر من بينوكيو. [14] تولى RKO توزيع فانتازيا في عام 1941، ثم أُعيد إصداره بعدة إصدارات على ممر السنين. على الرغم من الفشل المالي، كان فنتازيا موضوع اثنين من جوائز الأوسكار الفخرية في 26 فبراير 1942, جائزة لتطوير نظام مبتكر Fantasound تستخدم لخلق الموسيقى التصويرية مجسمة لفيلم، والآخرى لستوكوسكى وإسهاماته في السينما..[18]
العديد من الشخصيات الكرتونية في هذه الانتاجات وكافة الافلام اللاحقة حتى اشرفت أواخر 1970 كان يشرف عليها رسامو والت ديزني ويطلق عليهم اسم «تسعة رجال مسنين»، وكثير منهم ايضاَ شغل منصب المخرجين والمنتجين في وقت لاحق في افلام ديزني: فرانك توماس واوللي جونسون ووولي رايذمن وليز كلارك ووارد كيمبل وإريك لارسون وجون لونسبري وملت كال ومارك ديفيس.. تضمنت شركة ديزني للرسوم المتحركة رؤساء أخرين خلال هذه الفترة وهم نورم فيرغسون وبيل تيتلا وفريد مور. وكان تطوير قسم افلام الرسوم المتحركة انشئ نظام طوائف في استديو ديزني: تم تعيين رسامين اقل مستوى (وعلى الرسوم المتحركة في الفترات الفاصلة بين المهام) للعمل على الموضوعات القصيرة، في حين عمل الرسامون المحترفون مثل تسعة رجال مسنين على افلام الرسوم المتحركة. وكان القلق إزاء قبول والت ديزني القروض لعمل الفنانين وكذلك المناقشات بشأن دفع تعويضات أدى إلى العديد من الرسامين بأقل كفاءه يسعون إلى الانضمام لاستوديو ديزني.[20]
أدى إضراب نقابة مريرة في منتصف عام 1941لا، الذي تم حله - دون تدخل غضب والت ديزني – لإنشاء شركة والت ديزني للإنتاج متجر الاتحاد.. وأدى ايضاً إضراب ديزني وما بعده إلى نزوح العديد من مهنيين الرسوم المتحركة من الاستوديو، من الرسامين ذو مستوى عال مثل الفن بابيت وبيل تيلت لفنانين معروف بعملهم خارج استوديو ديزني مثل فرانك تاشلن وموريس نوبل ووالت كيلي وبيل ميلينديزو وجون هبلي. ذهب هبلي والعديد من المضربين في شركة ديزني للعثور على استديو إنتاج المتحدة الأمريكية، ومنافسه الرسوم المتحركة من إنتاج شركة ديزني في عام 1950..[20]
كان فيلم دامبو في فترة الإنتاج في خضم إضراب الرسامين، وأٌصدر لأول مرة في أكتوبر عام 1941، وثبت نجاح مالي. يكلف الفيلم البسيط 950,000 $ للإنتاج، أي نصف تكلفة سنووايت والأقزام السبعة وأقل من ثلث تكلفة بينوكيو، وخمسي تكلفة الفنتازيا. حقق دامبو في نهاية المطاف 1,6$ مليون اثناء فتره اصداره. [21] في أغسطس عام 1942، صدر بامبي، وكما هو الحال مع بينوكيو والفنتازيا، لم يؤدي جيدا في شباك التذاكر. فقد كان مقدار الميزانية 1,7$ مليون الا انه حقق 1,64$ مليون فقط. [22]
بعد إصدار بامبي تم تعليق إنتاج الرسوم المتحركة مؤقتا بسبب الحرب العالمية الثانية. تضمنت أسباب توقف إنتاج الرسوم المتحركة صياغة العديد من رسامين ديزني، وقُطع السوق الأوروبية من جراء الحرب، وضرورة الاستوديو على التركيز بإنتاج محتوى للجيش الأمريكي، وخاصة التدريب العسكري وأفلام المدنيين الدعائية. من عام 1942 إلى عام 1943، كان %95 من إنتاج الرسوم المتحركة في الاستوديو للجيش.
في خطوة للحفاظ على استمرارية الإستوديو، أمر والت ديزني لإنتاج مجموعة من الأفلام: أفلام الرسوم المتحركة ذات الميزانية المنخفضة والتي تتكون من مواضيع قصيرة مع مواد ذو كفاءة منخفضه. وكانت تلك الأفلام، سالودوس أميجوس (1942) والكاباليريون الثلاثة (1944) وMake Mine Music (1946) وFun and Fancy Free(1947) ووقت اللحن (1948) ومغامرات ايخابود وسيد علجوم (1949). أنتج الاستوديو أيضا اثنان من الأفلام وهم أغنية الجنوب (1946) والعزيزة على قلبي (1948), والذين كانوا مزيجا بين الرسوم المتحركة واللقطات الحية. استمرت الإنتاجات القصيرة خلال هذه الفترة أيضا لأفلام الرسوم المتحركة لدونالد داك وقوفي وبلوتو، كونهم الناتج الرئيسي إلى جانب أفلام الرسوم المتحركة التي ببطولة ميكي ماوس وفيقارو وتشيب وديل والدب همفري في الخمسينات.
إضافة على ذلك، بدأت ديزني بإعادة إصدار افلام الكرتون السابقة، بدأً بإعادة إصدار سنو وايت في عام 1944 وبنوكيو في عام 1945 وفانتاسيا في عام 1946. أدى ذلك إلى عادة إعادة الإصدارات لأفلام ديزني كل سبع سنوات، والتي استمرت حتى التسعينات قبل أن تُترجم من قبل المونتاج.
في الخمسينات: عودة الأفلام المميزة ونهاية الأفلام القصيرة في عام 1948
عادت ديزني إلى إنتاج الأفلام الكاملة ابتداءً بسندريلا، وهو فلم كامل مقتبس من حكاية خرافية من قبل تشارلز بيرو. في تكلفة بلغت 3,000,000 دولار تقريبا، اعتمد مستقبل الاستوديو على نجاح هذا الفيلم. عند صدوره في عام 1950, اثبت فيلم سندريلا جدارته في نجاح شباك التذاكر، حفزت ارباح الفيلم ديزني في الاستمرار في إنتاج المزيد من الأفلام خلال الخمسينات. بعد نجاحه، كان هنالك ثلاثة افلام على قيد الإنشاء ولكن اوقفت خلال الحرب العالمية الثانية واستؤنفت في اواخر الاربعينات واكتملت واصدرت: أليس في بلاد العجائب وبيتر بان والنبيلة والشارد. بإلاضافة، كان هنالك مشروع طموح جديد، وهو تبني الحكاية الخرافية «الأميرة النائمة» تبعاً لكلاسيكة تشايكوفيسكي، ابتُدء العمل به ولكن استغرق الكثير من بقية العقد لإكماله.
أليس في بلاد العجائب الذي اصدر في عام 1951 لقي استجابة فاترة في شباك التذاكر، وكان خيبة أمل حادة في اصداره الأول. من ناحية أخرى، بيتر بان الذي صدر في عام 1953 حقق نجاحاً تجارياً وكان من أعلى الأفلام في الإيرادات لهذا العام. في عام 1955, حقق فيلم النبيلة والشارد أعلى النجاحات في شباك التذاكر أكثر من أي فيلم آخر لديزني منذ سنو وايت والأقزام السبعة، محققاً مايقارب 7.5 مليون دولار في شباك تذاكر أمريكا الشمالية في عام 1955. فيلم النبيلة مهم لأنه يعد أول فيلم رسوم متحركة لديزني في الشاشة العريضة، والتي أنتجت من قبل سينما سكوب، وكان أول فيلم رسوم متحركة لديزني الذي صدر من قبل شركة التوزيع الخاصة بها بوينا فيستا للتوزيع.
قبل منتصف الخميسنات، كان اهتمام والت ديزني فيق العمل على مسعى جديد مثل الافلام الحية وافلام التلفزيون وملاهي ديزني. تُرك إنتاج الرسوم المتحركة - حتى وان لم يكن متفق عليه بعد - على على عاتق صناع ومخرجي الرسوم المتحركة «الرجال التسعة». ذلك أدى إلى العديد من حالات التأجيل من الموافقات خلال إنتاج فيلم ديزني الأميرة النائمة والذي صدر اخيرا في عام 1959.و قد كان من أغلى افلام ديزني انتاجا بتكلفة بلغت 6 ملايين. وقد انتج في نمط فني والتي وضعت من قبل الفنان ايفند ايرل، وقدمت بتصميم كبير مع ستة مسارات للصوت. مع ذلك أدت تكاليف الإنتاج الكبيرة للفيلم وضعف الأداء في شباك التذاكر إلى نشر الاستوديو لأول خسارة سنوية له منذ عشر سنوات للسنة المالية عام 1960، والذي أدى إلى تسريحات جماعية للعاملين في الاستوديو..
بحلول نهاية العقد، لم يعد إنتاج افلام ديزني القصيرة، على الرغم من وجود العديد من موظفي الأفلام القصيرة لكن هناك من ترك الشركة أو اعيد تعيينه للعمل على برامج تلفزيونية مثل نادي ميكي ماوس وديزني لاند. عندما سيطرت افلام ديزني القصيرة على الجائزة الاكاديمية لأفضل فيلم رسوم متحركة قصير في الثلاثينات، اوقفت سيطرتها على الجائزة من قبل توم وجيري التابع لشركة مترو غولدوين ماير ولوني تونز التابع لوارنر بروس وميري ميلوديز وايضا الأعمال التابعة للإنتاجات المتحدة لأمريكا، وقد كانت التقنيات الفنية المستخدمة في افلامهم أكثر حداثة من ديزني.
خلال الخمسينات فاز فيلم ديزني القصير توت ويستل وبلانك وبووم بجائزة الاوسكار كأفضل فيلم رسومي قصير.
اوقف إنتاج الافلام القصيرة لميكي ماوس وبلوتو وقوفي في عام 1953 , واستمرارية عرض دونالد دك وهمفري في الشاشة العريضة لسنيما سكوب قبل ان توقف أيضا في عام 1956. كان سيتم إنتاج افلام ديزني القصيرة على نحو متفرق، ومن ابرز هذه الافلام جاليث الثاني 1960 ومن الصعب ان تكون طائر 1969 والصغير 1978 والدماغ الشارد ببطولة ميكي ماوس 1995 وبيبر مان 2012.
في الستينات:
كانت سنوات والت ديزني الأخيرة. في عام 1961 اصدر الاستوديو مائة مرقش ومرقش، وقد كان فيلم رسومي استخدم فيه الزيروقرافي خلال عملية التحبير والرسم. باستخدام زيروغرافي، يمكن أن تكون الرسومات المتحركة متنقلة بدلا من ان تتبع الرسومات من ورقة إلى ورقة في إنتاج الرسوم المتحركة النهائي.كان الفيلم ناجحا كونه عاشر اعلى الافلام في الإيرادات لعام 1961 بمبلغ 6.4 مليون..
بدأ برنامج ديزني التدريبي للرسوم المتحركة في الاستوديو قبل تطوير فيلم سنو وايت في عام 1932, أدى ذلك في النهاية إلى مساهمة والت ديزني في معهد كاليفورنيا للفنون. انشئت هذه الجامعة عبر اندماج معهد شوينار للفنون ولوس انجلوس للموسيقى، وشمل برنامج ديزني المطور للرسوم المتحركة الذي وضع للدراسة. أصبح كال ارتس المدرسة الأم للعديد من صانعي الافلام الرسومية الذين يسعون للعمل لدى ديزني وغيره من استوديوهات الرسوم المتحركة من السبعينات وحتى الوقت الحاضر.
صدر فيلم السيف في الحجر عام 1963, وقد كان سادس أعلى الأفلام في الإيرادات لتلك السنة في أمريكا الشمالية بمبلغ قدره 4.75 مليون دولار. تم تبني قصص ويني ذا بو، تم إصدار ويني ذا بو وشجرة العسل في عام 1966, ليتبعه عددا من افلام ويني ذا بو على مر السنين والفيلم الكامل مغامرات ويني ذا بو العديدة والذي اصدر في عام 1977.
توفي والت ديزني في ديسمبر 1966 قبل فيلم الاستوديو القادم بعشرة شهور، كان فيلم كتاب الأدغال مكتملا واصدر. كان الفيلم ناجحا، فكان بذلك رابع أعلى الافلام في الإيرادات لعام 1967.
في السبعينات: تراجع الشعبية.
استفتح الاستوديو السبعينات بإصدار فيلم قطط ذوات، والذي كان اخر مشروع فيلم تم الموافقة عليه من قبل والت ديزني نفسه. في عام 1971 توفي المؤسس المشارك للاستوديو روي أو ديزني وتركت والت ديزني للإنتاج في أيدي دون تاتوم وكارد والكر اللذان عملا كرئيس مجلس الإدارة والرئيس التفيذي في تداخل المصطلحات حتى بقية العقد. تم إنتاج الفيلم القادم روبن هود 1973 مع تخفيض كبير في الميزانية واغراض الرسوم المتحركة عن بقية الافلام السابقة. نجح كلا من الفيلمين نجاحا طفيفا في شباك التذاكر.
كان فيلم المنقذون والذي اصدر عام 1977 ناجحا، متجاوزا الانجازات لكلا الفيلمين السابقين. وقد حظي بإشادة واسعة من النقاد والعائدات التجارية والترشيح لجائزة الأوسكار. وقد كان ثالث اعلى الافلام في الإيرادات عام 1977 وأكثر افلام ديزني نجاحا منذ فيلم كتاب الأدغال. تم إعادة تصدير الفيلم في عام 1983 مرافقا فيلم ديزني الجديد أغنية ميكي لعيد الميلاد.,
كان إنتاج المنقذون بداية تغيير الموظفين في استوديوهات والت ديزني كالقدامى أمثال ميلت كاهل وليس كلارك المتقاعدين، تم استبدالهم تدريجيا بمواهب جديدة مثل دون بلوث ورون كليمنتس وجون مسكر وقلين كيان.تم اختيار صانعوا الرسوم المتحركة الجدد من قبل برنامج الرسوم المتحركة التابعة لكال للفنون وتم تدريبهم بيد اريك لارسون وفرانك توماس وأولي جونستون. في عام 1979 كانوا مستائين عن ما شعروا به من الركود في تطوير فن الرسوم المتحركة في ديزني، استقال بلوث والعديد من صناع الرسوم المتحركة الجدد لإنشاء استوديو خاص بهم، دون بلوث للإنتاج والذي أصبح منافسا كبيرا لديزني في مجال الرسوم المتحركة خلال الثمانينات.
الثمانينات: «الحضيض» والعودة إلى الصدارة
بعد التأجيل لعام ونصف بسبب انشقاق مجموعة بلوث، تم إصدار فيلم الثعلب وكلب الصيد في عام 1981 بعد ان استغرق أربع سنوات في الإنتاج. حقق الفيلم نجاحا ماليا للاستوديو.
أصبح زوج ابنة والت ديزني رون ميلر رئيسا لوالت ديزني للإنتاج في عام 1980 والرئيس التفيذي في عام 1983. بعد سلسلة من محاولات الإستيلاء على الشركة في عام 1984, قام روي إي ديزني ابن روي أو وابن شقيق والت بخلع ميلر من منصبه وعين مايكل إيسنر في منصب الرئيس التنفيذي الجديد لديزني وفرانك ويلز كرئيسا للشركة. قام إيسنر بدوره بتعيين جيفري كاتزينبيرج كنائب رئيس قسم الأفلام. كانت شركة ديزني على وشك الاكتمال بعد ان تسلم نظام إيسنر أمورها. في منتصف الثمانينات، كان فيلم الثقب الأسود يمثل بما يسمى بنقطة الحضيض لشركة ديزني للرسوم المتحركة.و قد كان مكلفا بمبلغ قدره 25 مليون دولار أمريكي كأعلى تكلفة انفقتها ديزني، وبحس خيالي أكثر غموضا من افلام ديزني السابقة. كان فيلم الثقب الأسود أول فيلم تم صنعه كاملا من قبل فنانوا ديزني الجدد، وكان فاشلا نقديا وتجاريا. أدت ايرادات الفيلم والتي تقدر بواحد وعشرون مليون إلى خسارة الاستوديو ووضع مستقبل قسم الرسوم المتحركة في خطر.
في فترة مابين الخمسينات والثمانيات، أهمية الرسوم المتحركة كمحصلة نهائية لديزني قد انخفض مع توسع الشركة في إنتاج المزيد من الأفلام الحية والتلفاز والمتنزهات الترفيهية. أمر مايكل إيسنر بصفته الرئيس التفيذي الجديد بإغلاق استوديو الرسوم المتحركة والاستعانة بمصادر خارجية في المستقبل. تدخل روي إي ديزني وقام بالتقدم لرئاسة قسم الرسوم المتحركة وتحويل ثرواتها. ولى إيسنر منصب نائب رئيس الرسوم المتحركة لروي. قام ديزني بتعيين بيتر شنايدر كرئيس للرسوم المتحركة لإدارة المهام بشكل يومي.
نقلوا مدراء ديزني قسم الرسوم المتحركة في عام 1985 من استوديو ديزني الذي يقع في بربانك إلى مرافق التخزين بالقرب من من غليندال، كاليفورنيا لرغبتهم في فسح المجال لإنتاج الأفلام الحية. كان الفيلم الرسومي القادم للاستوديو هو الفأر المحقق العظيم، الذي بدأ بواسطة جون موسكر ورون كليمنتس بعد ان غادرا كلاهما فريق إنتاج الثقب الأسود. في عام 1986 صدر أول فيلم لوالت ديزني تحت مسمى الرسوم المتحركة وقد حقق نجاحا حاسما وغرس الثقة في مدراء استوديو الرسوم المتحركة. لاحقا في نفس العام اصدر ستيفن سبيلبيرج ويونيفرسال بيكتشرز فيلم ذيل أمريكي لدون بلوث والذي حل محل الفأر المحقق العظيم في شباك التذاكر واصبح من اعلى الأفلام في الإيرادات.
كاتزنبيرق وديزني وشنايدر خططوا في تغيير ثقافة الاستوديو بواسطة زيادة الطاقم والإنتاج ليصبح إصدار الأفلام كل عام بدلا من كل عامين أو أربعة. أول فيلم رسومي انتج في الجدول الزمني كان أوليفر والرفاق في عام 1988 والذي كان بمشاركة النجوم بيلي جول وبيتي ميدلير ومع موسيقى حديثة للبوب. استفتح أوليفر والرفاق في دور السينما في نفس يوم عرض الفيلم الرسومي الأرض في الماضي التابع لبلوث وأمبلين ويونيفرسال، على كل حال حل فيلم أوليفر محله ليصبح بذلك من انجح الأفلام الرسومية في ذلك التاريخ.
بينما كان أوليفر والرفاق والفيلم الرسومي الجديد حورية البحر تحت الإنتاج، تعاونت ديزني من أمبلين للترفيه التابعة لستيفن سبيلبيرج وسيد صناع الرسوم المتحركة رتشارد ويليامز لإنتاج روجر رابيت وهو مزيج من فيلم حي ورسومي بإخراج روبرت زيمكيز. انشأت ديزني استوديو جديد للرسوم المتحركة تحت اشراف ويليامز في لندن لخلق شخصيات كرتونية لروجر رابيت مع المزيد من الفنانين من استوديو كاليفورنيا الذين أتوا لإنجلترا للعمل على هذا الفيلم. نجح الفيلم نجاحا حاسما وحصل على ثلاثة جوائز أكاديمية للأنجازات التقنية، وقد كان الأساس في تجديد الفائدة السائدة في الرسوم المتحركة الأمريكية. انتج الاستوديو أيضا ثلاثة افلام قصيرة لروجر رابيت خلال أواخر الثمانينات وأوائل التسعينات.

## قائمة أفلام والت ديزني أنيميشن ستوديوز
| الإسم بالعربية                  | الإسم بالإنجليزية                      | سنة الصدور | صيغة الدبلجة العربية                            | سنة الديلجة           |
| ------------------------------- | -------------------------------------- | ---------- | ----------------------------------------------- | --------------------- |
| سنو وايت والأقزام السبعة        | Snow White and The Seven Dwarfs        | 1937       | لهجة مصرية ومع تحدث الملكة الشريرة بالفصحى      | 1975                  |
| بينوكيو                         | Pinocchio                              | 1940       | لهجة مصرية                                      | 2000                  |
| فانتازيا                        | Fantasia                               | 1940       | لغة عربية فصحى                                  | غير معروف             |
| دامبو                           | Dumbo                                  | 1941       | لهجة مصرية                                      | 1999                  |
| بامبي                           | Bambi                                  | 1942       | لهجة مصرية                                      | غير معروف             |
| أهلا بالأصدقاء                  | Saludos Amigos                         | 1942       | لغة عربية فصحى                                  | غير معروف             |
| الفرسان الثلاثة                 | The Three Caballeros                   | 1944       | لغة عربية فصحى                                  | غير معروف             |
| لنصنع الموسيقى                  | Make Mine Music                        | 1946       | لغة عربية فصحى                                  | غير معروف             |
| عالم نلهو فيه                   | Fun and Fancy Free                     | 1947       | لغة عربية فصحى                                  | غير معروف             |
| وقت الأنغام                     | Melody Time                            | 1948       | لغة عربية فصحى                                  | غير معروف             |
| مغامرات إيكابود والسيد تود      | Adventures Of Ichabod and Mr Toad      | 1949       | لغة عربية فصحى                                  | 2000                  |
| سندريلا                         | Cinderella                             | 1950       | لهجة مصرية                                      | 1998                  |
| أليس في بلاد العجائب            | Alice in Wonderland                    | 1951       | لهجة مصرية                                      | 2004                  |
| بيتر بان                        | Peter Pan                              | 1953       | لهجة مصرية                                      | 1998                  |
| النبيلة والشارد                 | Lady and The Tramp                     | 1955       | لهجة مصرية                                      | غير معروف             |
| الأميرة النائمة                 | Sleeping Beauty                        | 1959       | لهجة مصرية                                      | 2002                  |
| مائة مرقش ومرقش                 | 101 Dalmatians                         | 1961       | لهجة مصرية                                      | 1961                  |
| السيف المغمور                   | The Sword In The Stone                 | 1963       | لهجة مصرية                                      | بداية الألفية الجديدة |
| كتاب الأدغال                    | The Jungle Book                        | 1967       | لهجة مصرية                                      | 1999                  |
| قطط ذوات                        | The Aristocats                         | 1970       | لهجة مصرية                                      | 2001                  |
| روبن هوود                       | Robin Hood                             | 1973       | لهجة مصرية                                      | 1999                  |
| مغامرات ويني الدبدوب            | The Many Adventures Of Winnie The Pooh | 1977       | لهجة مصرية                                      | غير معروف             |
| المنقذون                        | The Rescuers                           | 1977       | لهجة مصرية                                      | غير معروف             |
| الثعلب والكلب                   | The Fox and The Hound                  | 1981       | لهجة مصرية                                      | غير معروف             |
| المرجل الأسود                   | The Black Cauldron                     | 1985       | لهجة مصرية ومع تحدث الملك الشريرة بالفصحى       | 2004 (غير مؤكد)       |
| مغامرات المخبر الشجاع           | The Great Mouse Detective              | 1986       | لهجة مصرية                                      | 2006/2007             |
| أوليفر وشركاه                   | Oliver and Company                     | 1988       | لهجة مصرية                                      | 2002                  |
| حورية البحر                     | The Little Mermaid                     | 1989       | لهجة مصرية                                      | 1998                  |
| المنقذون في أستراليا            | The Rescuers Down Under                | 1990       | لهجة مصرية                                      | غير معروف             |
| الجميلة والوحش                  | Beauty and The Beast                   | 1991       | لهجة مصرية                                      | 2002                  |
| علاء الدين                      | Aladdin                                | 1992       | لهجة مصرية                                      | 2004                  |
| الأسد الملك                     | The Lion KIng                          | 1994       | لهجة مصرية                                      | 1994                  |
| بوكاهونتاس                      | Pocahontas                             | 1995       | لهجة مصرية                                      | 1995                  |
| أحدب نوتر دام                   | The Hunchback Of Notre Dame            | 1996       | لهجة مصرية                                      | 1996                  |
| هرقل                            | Hercules                               | 1997       | لهجة مصرية                                      | 1997                  |
| مولان                           | Mulan                                  | 1998       | لهجة مصرية                                      | 1998                  |
| طرزان                           | Tarzan                                 | 1999       | لهجة مصرية                                      | 1999                  |
| فانتازيا 2000                   | Fantasia 2000                          | 1999       | لغة عربية فصحى                                  | غير معروف             |
| ديناصور                         | Dinosaur                               | 2000       | لهجة مصرية                                      | غير معروف             |
| حياة الإميراطور الجديدة         | The Emperor's New Groove               | 2000       | لهجة مصرية                                      | 2001                  |
| أطلانتس : الإمبراطورية المفقودة | Atlantis : The Lost Empire             | 2001       | لهجة مصرية                                      | 2001                  |
| ليلو وستيتش                     | Lilo & Stitch                          | 2002       | لهجة مصرية                                      | 2002                  |
| كوكب الكنز المفقود              | Treasure Planet                        | 2002       | لهجة مصرية                                      | 2003                  |
| أخي الدب                        | Brother Bear                           | 2003       | لهجة مصرية                                      | 2004                  |
| مزرعة في خطر                    | Home On The Range                      | 2004       | لهجة مصرية                                      | 2004                  |
| فروج القلة                      | Chicken Little                         | 2005       | لهجة مصرية                                      | 2006                  |
| عائلة ربسوس                     | Meet The Robinsons                     | 2007       | لهجة مصرية                                      | 2007                  |
| بولت                            | Bolt                                   | 2008       | لهجة مصرية                                      | 2009                  |
| الأميرة والضفدع                 | The Princess and the Frog              | 2009       | لهجة مصرية                                      | 2009                  |
| رابونزل                         | Tangled                                | 2010       | لهجة مصرية                                      | 2011                  |
| ويني الدبدوب                    | Winnie The Pooh                        | 2011       | لهجة مصرية                                      | 2011                  |
| رالف المدمر                     | Wreck-It-Ralph                         | 2012       | لغة عربية فصحى                                  | 2013                  |
| ملكة الثلج                      | Frozen                                 | 2013       | لغة عربية فصحى                                  | 2014                  |
| الأيطال الستة                   | Big Hero 6                             | 2014       | لغة عربية فصحى                                  | 2015                  |
| زوتروبوليس                      | Zootopia                               | 2016       | لغة عربية فصحى                                  | 2016                  |
| موانا                           | Moana                                  | 2016       | خليط بين اللغة العربية الفصحى والعامية          | 2017                  |
| كوكو                            | Coco                                   | 2017       | خليط بين العربية الفصحى والعامية                | 2018                  |
| رالف يدمر الأنترنت              | Ralph Breaks The Internet              | 2018       | خليط بين اللغة العربية الفصحى والعامية          | 2019                  |
| ملكة الثلج 2                    | Frozen II                              | 2019       | لغة عربية فصحى للحوارات واللهجة المصرية للأغاني | 2020                  |
| رايا والتنين الأخير             | Raya and the last dragon               | 2021       | ________                                        | ____                  |
| انكانتو                         | Encanto                                | 2021       | __________                                      | _____                 |
| أمنية                           | Wish                                   | 2023       | __________                                      | _____                 |

## روابط خارجية
- استيديوهات والت ديزني للرسوم المتحركة على موقع IMDb (الإنجليزية)
- استيديوهات والت ديزني للرسوم المتحركة على موقع IMDb (الإنجليزية)